# استان سینگ بوری

نقشهٔ تایلند و جایگاه استان سینگ بوری.

استان سینگ بوری یا سینگبوری یکی از استانهای کشور تایلند است. مساحت آن ۸۲۲ کیلومترمربع می‌باشد. جمعیت این استان در سال ۲۰۰۰ بالغ بر ۲۳۲۰۰۰ نفر برآورد شده‌است.
استان سینگ بوری از نظر تقسیمات کشوری بخشی از ناحیه مرکزی تایلند به حساب می‌آید. مرکز این استان شهر سینگبوری است.